# Emanuel Cabral
Emanuel Cabral is een Luxemburgs voetballer van Portugese afkomst. Hij speelt als doelman voor de Luxemburgse club CS Fola Esch.

## Carrière
Cabral speelde in de jeugd van CS Fola Esch en maakte in 2014 ook zijn profdebuut voor deze club.

## Erelijst
- CS Fola Esch
  - Landskampioen: 2015